# Menophra retractaria
Menophra retractaria är en fjärilsart som beskrevs av Moore 1867. Menophra retractaria ingår i släktet Menophra och familjen mätare. Inga underarter finns listade i Catalogue of Life.